# Scheloribates translamellaris
Scheloribates translamellaris är en kvalsterart som beskrevs av Kardar 1976. Scheloribates translamellaris ingår i släktet Scheloribates och familjen Scheloribatidae. Inga underarter finns listade i Catalogue of Life.